# بنجامین اولیوراس
بنجامین اولیوراس (انگلیسی: Benjamin Oliveras؛ زادهٔ ۷ فوریهٔ ۱۹۸۱) بازیکن فوتبال اهل فرانسه است.
از باشگاه‌هایی که در آن بازی کرده‌است می‌توان به باشگاه فوتبال بوردو اشاره کرد.